# Bollengo
Bollengo (piemontesisch Bolengh) ist eine Gemeinde in der italienischen Metropolitanstadt Turin (TO), Region Piemont.

## Lage und Einwohner
Bollengo liegt 56 km nordöstlich von Turin. Das Gemeindegebiet umfasst eine Fläche von 14 km² und hat 2118 Einwohner (Stand 31. Dezember 2023).
Die Nachbargemeinden sind Torrazzo, Burolo, Ivrea, Palazzo Canavese, Magnano, Albiano d’Ivrea und Azeglio.

## Geschichte und Ortsname

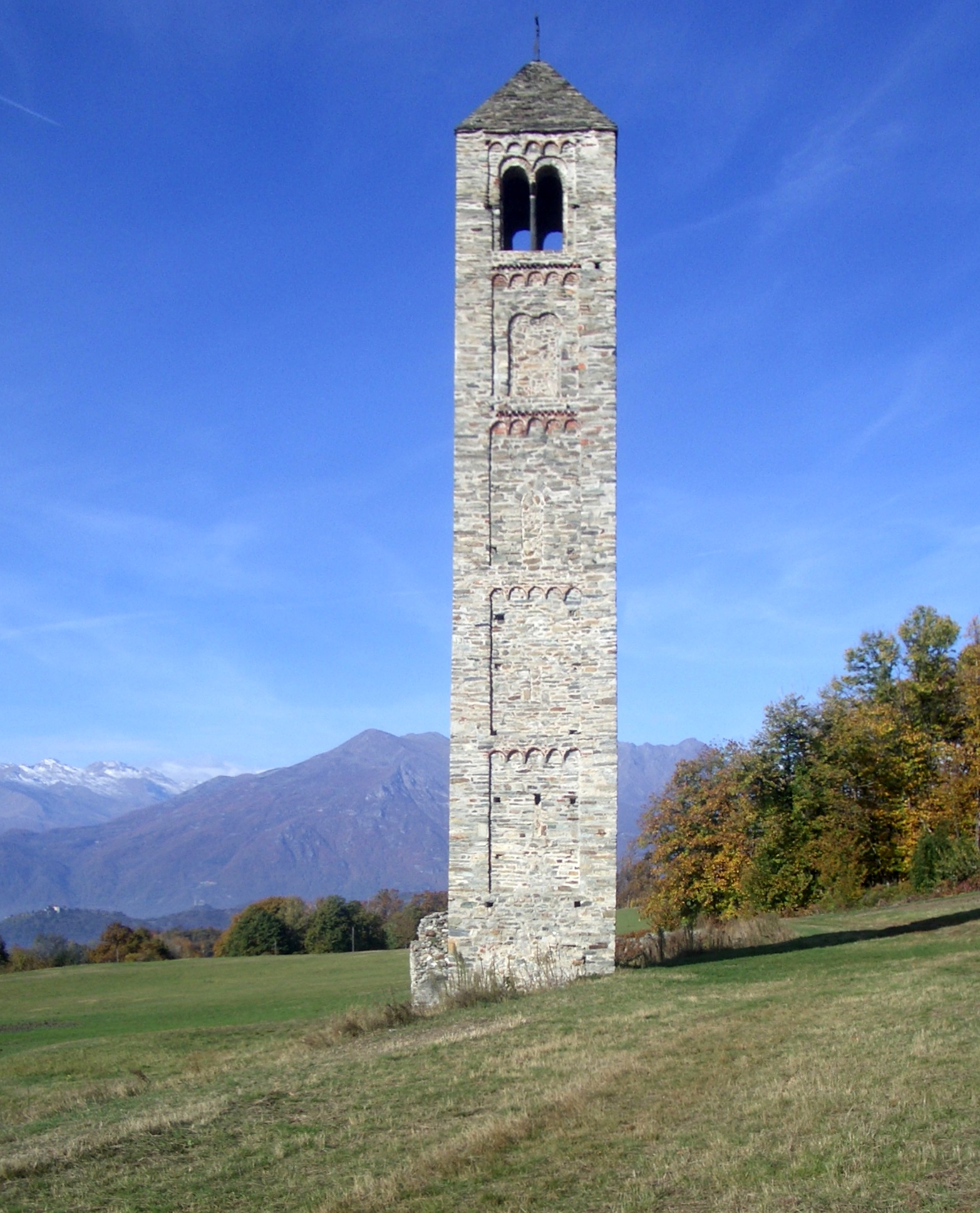
Der romanischer Glockenturm Sant Martino

Der Name Bollengo ist langobardischer Herkunft. Sie basiert auf dem langobardischen Personennamen Bolo in Verbindung mit der Endgung -engo (<-ingo <-ingan), die dem deutschen Ortsnamensuffix -ingen entspricht.
Im Jahr 1250 wurde die befestigte Stadt Ivrea Bollengo gegründet und schloss sich den Einwohnern von Pessano, Paerno und Bagnolo an, um diese zu errichten. Das Dorf Paerno verfiel schnell und nur die Kirche und der Glockenturm blieben übrig. Der erste wurde 1731 abgerissen, der zweite blieb als einzige Zeuge der Vergangenheit stehen. Der „Ciucarun“, wie die Einheimischen ihn nennen, erhebt sich auf eine Höhe von sechs Stockwerken und wird durch fünf hängende Rahmenbögen hervorgehoben, die die eckigen Pilaster verbinden. Die Spuren der Mauern bestätigen die Anwesenheit der angrenzenden Kirche.